# Kölner Fenstersturz

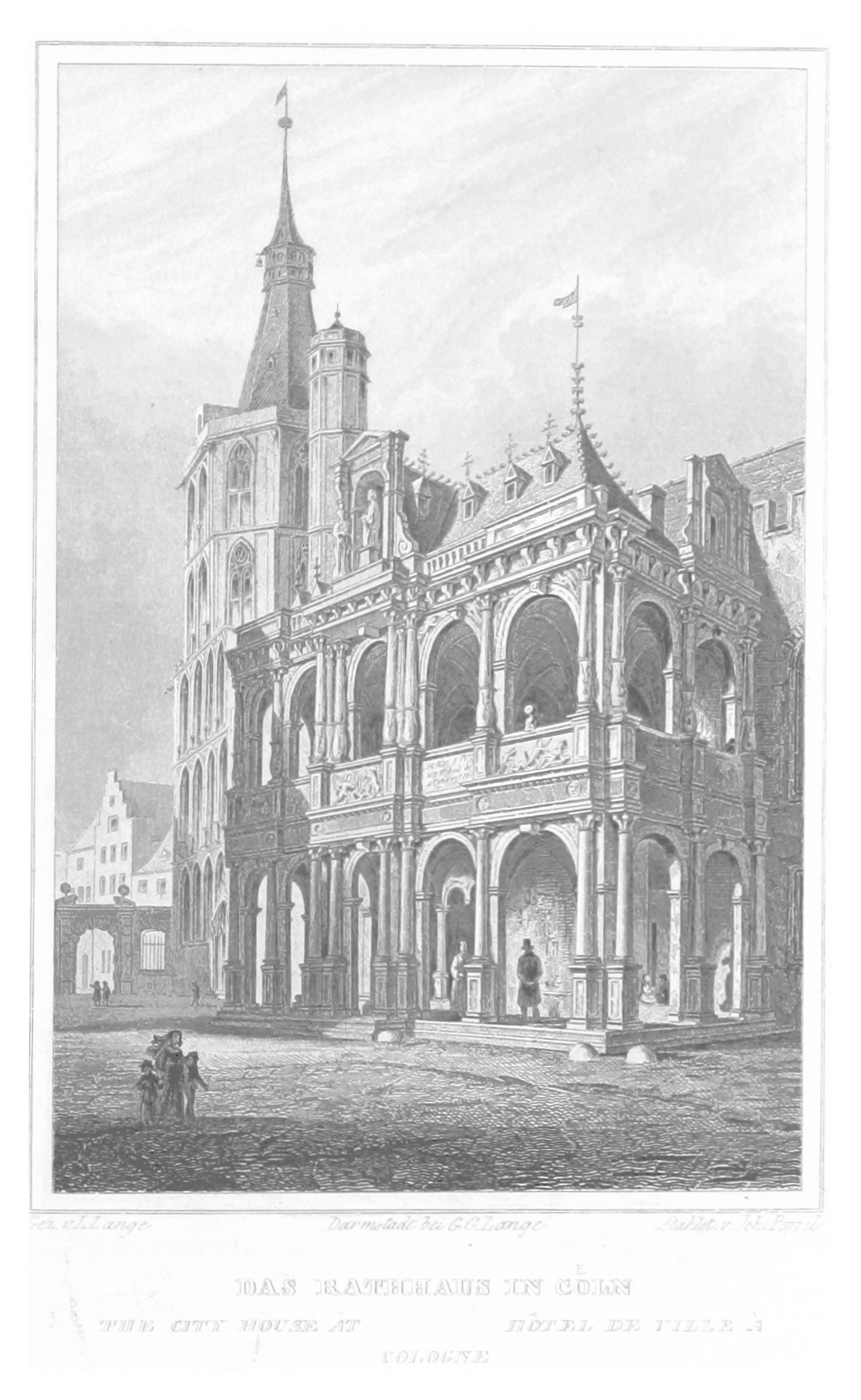
Das Rathaus in einem Stich von Johann Poppel (1852)

Als Kölner Fenstersturz wird ein Ereignis am 3. März 1848 während der Märzrevolution 1848 bezeichnet, als eine aufgebrachte Menschenmenge im Kölner Rathaus vor preußischen Truppen Schutz suchte und dabei zwei Kölner Stadtratsmitglieder in Panik aus dem Fenster sprangen. Es war keine Defenestration im eigentlichen Sinne, d. h. der Sturz aus dem Fenster wurde nicht unmittelbar durch Dritte erzwungen.

## Historische Einordnung
Im Verlauf der Märzrevolution 1848 wurden in Köln wie auch in anderen deutschen Städten revolutionäre Forderungen erhoben. Die Wünsche nach Verfassungen bzw. Verfassungsreformen, Presse-, Versammlungs- und Vereinsfreiheit sowie der Einrichtung von Schwurgerichten wurden laut. In Köln kamen neben den politischen Forderungen auch dezidiert soziale Anliegen hinzu, so sollte bei der Arbeit neben der fremden Konkurrenz auch vor Rationalisierung durch Maschinen geschützt werden. Diese Forderungen wurden von Demonstranten unter Führung des Politikers Andreas Gottschalk vor dem Rathaus erhoben und dann von ihm zusammen mit August Willich und Fritz Anneke im Rat vorgebracht.
Als am Abend des 3. März 1848, einen Tag nach Weiberfastnacht, preußische Truppen in der Stadt eingesetzt wurden, ergriff Panik die etwa 2000 Personen umfassende Menschenmenge, welche vornehmlich aus Arbeitern bestand. Zumindest ein Teil suchte im Kölner Rathaus Unterschlupf, wo sich zu dieser Zeit noch zwei Kölner Ratsherren aufhielten. Angesichts der aufgebrachten Menge bekamen auch die beiden Panik, und sie versuchten, durch einen Sprung aus dem Fenster zu fliehen. Einer von ihnen brach sich dabei beide Beine.
Der Kölner Fenstersturz schürte in Verbindung mit der Arbeiterdemonstration beim Kölner Bürgertum die Sorge vor einem gesellschaftlichen Umbruch.